# 4453 Bornholm
4453 Bornholm è un asteroide della fascia principale. Scoperto nel 1988, presenta un'orbita caratterizzata da un semiasse maggiore pari a 2,9936150 UA e da un'eccentricità di 0,1046956, inclinata di 9,34392° rispetto all'eclittica.
Prende il nome dall'isola danese di Bornholm.